# Axinaea flava
Axinaea flava är en tvåhjärtbladig växtart som beskrevs av E.Cotton, Bussmann och P.Lozano. Axinaea flava ingår i släktet Axinaea och familjen Melastomataceae.
Artens utbredningsområde är Ecuador. Inga underarter finns listade i Catalogue of Life.